# Rhus dentata

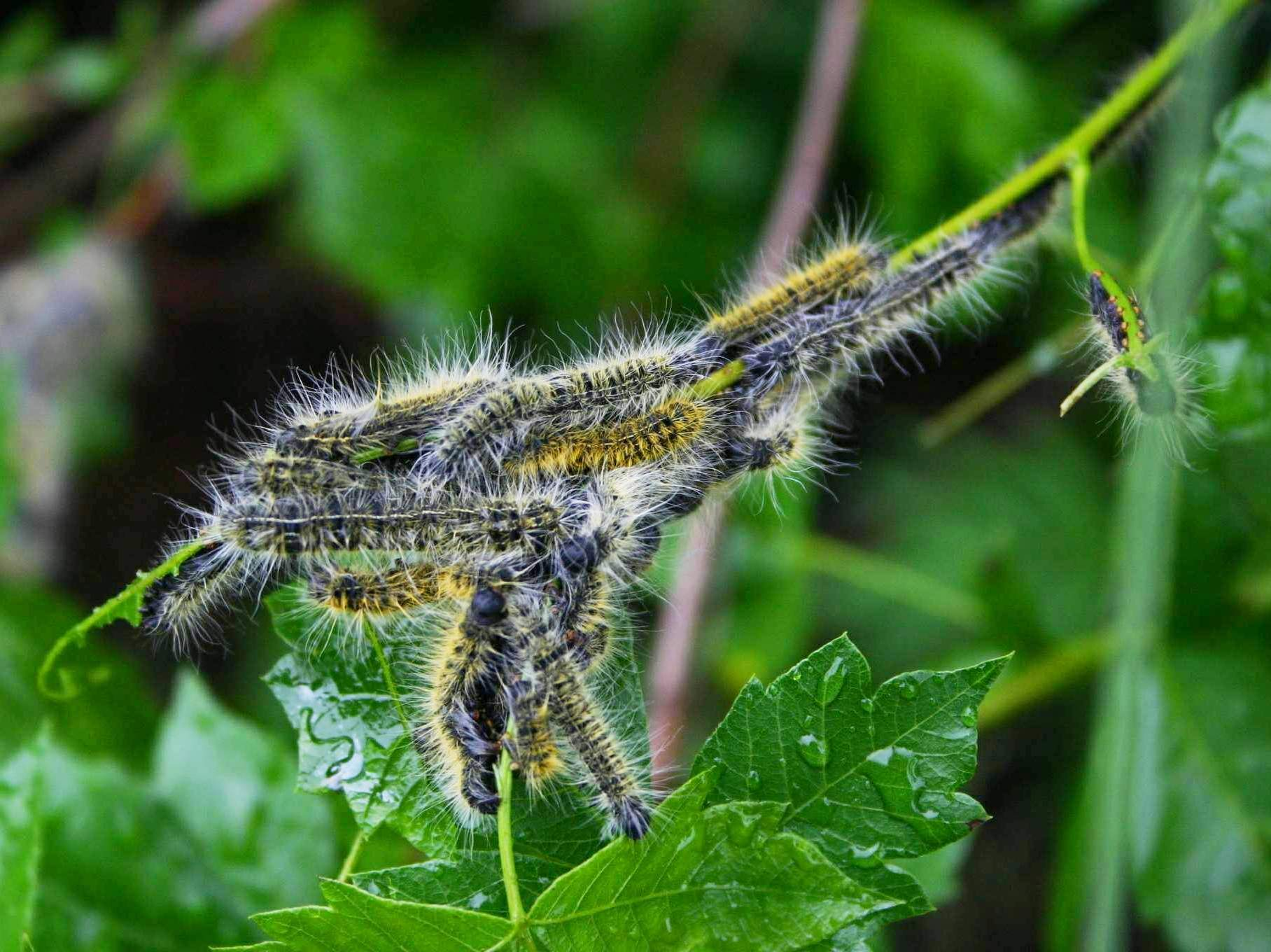
Bombycomorpha bifascia alimentant-se de Rhus dentata.

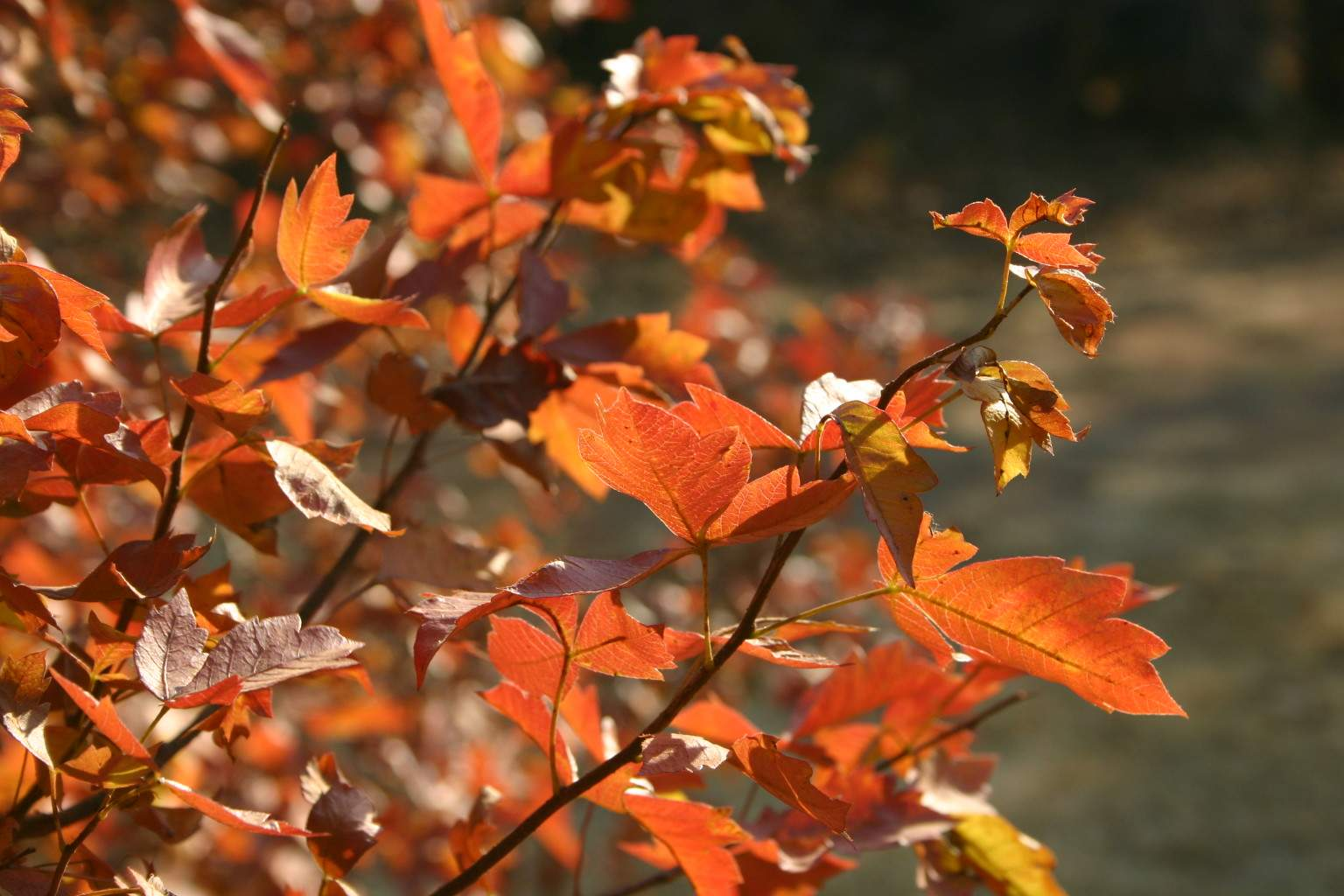
Colors de tardor de Rhus dentata.

Rhus dentata és una espècie de planta de la família de les Anacardiàcies. Creix de manera natural a gairebé la major part de Sud-àfrica, excepte les províncies del Cap Occidental i Cap Septentrional. El seu hàbitat varia des del nivell del mar fins a les terres altes de Drakensberg. És resistent a les gelades i és ideal per plantar a ple Sol.
És un arbre de talla mitjana, caducifoli, que arribar a mesurar fins a 5 m d'alçada i una extensió de 4 m. Les fulles són usualment dentades en forma conspícua (d'aquí el nom dentata), però a vegades poden estar lleugerament dentades. L'arbre produeix flors petites cremoses-blanques en grans quantitats, les quals esdevenen drupes petites aplanades (5-6mm) les quals es tornen vermelles, taronges o cafès quan maduren. Els fruits madurs atreuen aus les quals s'alimenten d'aquests. El fullatge és menjat per les arnes Bombycomorpha bifascia.

## Taxonomia
El gènere va ser descrit per Carl Peter Thunberg i publicat a Prodr. Pl. Cap. 52.

### Etimologia
- Rhus: nom genèric que deriva de la paraula grega per a "vermell", fent al·lusió als cridaners colors de la tardor d'algunes espècies.
- dentata: epítet llatí que significa "dentada".[2]

### Sinonímia
- Rhus dentata var. dentata
- Rhus dentata var. parvifolia Schönland
- Rhus dentata var. puberula R. Fern.
- Rhus rupicola J.M. Wood & M.S. Evans[3]